# ورم حليمي كاذب صلب
الورم الحليمي الكاذب الصلب (بالإنجليزية: Solid pseudopapillary tumour) هو ورم منخفض الخباثة يحدث في التركيب الحليمي للبنكرياس ويُصيب عادة النساء الشابات.

## العلامات والأعراض
غالبًا ما تكون الأورام الحليمية الكاذبة الصلبة بدون أعراض ويتم تحديدها بالمصادفة في التصوير الذي يتم إجراؤه لأسباب غير ذات صلة. لكن في كثير من الأحيان قد تسبب آلام في البطن، تميل الأورام الحليمية الكاذبة الصلبة إلى الحدوث عند النساء وغالبًا ما تظهر في العقد الثالث من العمر.

## التشريح

### الشكل العياني
عادة ما تكون الأورام الحليمية الكاذبة الصلبة مستديرة ومحددة جيدًا يتراوح قطرها 2-17 سم (متوسط 8 سم) مع وجود مناطق صلبة وكيسية مع نزف في المقاطع المقطوعة.

### علم الأنسجة
تتكون الأورام الحليمية الكاذبة الصلبة من صفائح صلبة من الخلايا غير متماسكة بؤريًا، عادةً ما تكون الخلايا في الآفة موحدة النوى بالإضافة إلى وجود الأخاديد النووية في بعض الأحيان والسيتوبلازم اليوزيني أو الواضح وكريات يوزينية إيجابية حمض شيف الدوري داخل السيتوبلازم.

### الكيمياء المناعية
تظهر الأورام الحليمية الكاذبة الصلبة ملونًا نوويًا إيجابيًا لبيتا كاتينين بالإضافة إلى التلوين المناعي الإيجابي لكل من: نيبريليسين وجزىء الالتصاق بالخلية العصبية وفيمنتين وألفا 1-أنتيتريبسين و إينولاز2، بينما تكون سلبية للكروموغرانين وإنزيمات البنكرياس.